# Biosorción
Se denomina biosorción a un proceso fisicoquímico que ocurre de manera natural en ciertas biomasas mediante el cual se concentra de manera pasiva y se captura contaminantes en una estructura celular. La biosorción es la habilidad de materiales biológicos de acumular metales pesados presentes en aguas residuales mediante procesos de incorporación ayudados metabólicamente o fisicoquímicamente. Aunque el uso de biomasa en la limpieza ambiental se ha practicado durante un tiempo, los científicos e ingenieros esperan que este fenómeno proporcione una alternativa económica para eliminar los metales pesados tóxicos de las aguas residuales industriales y ayude en la remediación ambiental.

## Uso ambiental
La contaminación interactúa de forma natural con los sistemas biológicos. Actualmente no está controlada y se filtra en cualquier entidad biológica dentro del rango de exposición.  Los contaminantes más problemáticos incluyen metales pesados, pesticidas y otros compuestos orgánicos que pueden ser tóxicos para la vida silvestre y los humanos en pequeñas concentraciones. Existen métodos de remediación, pero son costosos o ineficaces.  Sin embargo, un extenso conjunto de investigaciones ha encontrado que una amplia variedad de desechos comúnmente desechados, incluyendo cáscaras de huevo, huesos, turba, hongos, algas marinas, levaduras, bagazo y cáscaras de zanahoria puede eliminar eficazmente iones de metales metál pesados tóxicos del agua contaminada. Los iones de metales como el mercurio pueden reaccionar en el medio ambiente para formar compuestos nocivos como el metilmercurio, un compuesto que se sabe que es tóxico para los seres humanos. Además, la biomasa adsorbente o biosorbentes también puede eliminar otros metales nocivos como: arsénico, plomo, cadmio, cobalto, cromo y uranio. La biosorción se puede utilizar como una técnica de filtrado ecológica. El quitosano se encuentra entre los adsorbentes biológicos utilizados para la eliminación de metales pesados sin impactos ambientales negativos.
La idea de utilizar la biomasa como herramienta en la limpieza ambiental ha existido desde principios de la década de 1900, cuando Arden y Lockett descubrieron que ciertos tipos de cultivos de bacterias vivas eran capaces de recuperar nitrógeno y fósforo de las aguas residuales cuando se mezclaban en un tanque de aireación. Este descubrimiento se conoció como el proceso de lodos activados que se estructura en torno al concepto de bioacumulación y todavía se utiliza ampliamente en las plantas de tratamiento de aguas residuales en la actualidad. No fue hasta finales de la década de 1970 cuando los científicos notaron la característica de secuestro en la biomasa muerta que resultó en un cambio en la investigación de la bioacumulación a la biosorción.

## Diferencias de bioacumulación
Aunque la bioacumulación y la biosorción se usan como sinónimos, son muy diferentes en la forma en que secuestran los contaminantes:
La biosorción es un proceso metabólicamente pasivo, lo que significa que no requiere energía, y la cantidad de contaminantes que un sorbente puede eliminar depende del equilibrio cinético y la composición de la superficie celular del sorbente. Los contaminantes se adsorben en la estructura celular.
La bioacumulación es un proceso metabólico activo impulsado por la energía de un organismo vivo y requiere respiración.
Tanto la bioacumulación como la biosorción ocurren naturalmente en todos los organismos vivos sin embargo, en un experimento controlado realizado con cepas vivas y muertas de bacillus sphaericus se encontró que la biosorción de iones de cromo era 13-20% más alta en células muertas que en células vivas.
En términos de remediación ambiental, la biosorción es preferible a la bioacumulación porque ocurre a un ritmo más rápido y puede producir concentraciones más altas. Dado que los metales están unidos a la superficie celular, la biosorción es un proceso reversible, mientras que la bioacumulación es solo parcialmente reversible.

## Factores que afectan el desempeño
Dado que la biosorción está determinada por el equilibrio, está muy influenciada por el PH, la concentración de biomasa y la interacción entre diferentes iones metálicos.
Por ejemplo, en un estudio sobre la eliminación de pentaclorofenol (PCP) utilizando diferentes cepas de biomasa fúngica, cuando el PH cambió de PH bajo a PH alto (ácido a básico), la cantidad de eliminación disminuyó en la mayoría de las cepas, sin embargo, una La tensión no se vio afectada por el cambio. En otro estudio sobre la eliminación de iones de cobre, zinc y níquel utilizando un sorbente compuesto a medida que el PH aumentaba de bajo a alto, el sorbente favorecía la eliminación de iones de cobre sobre los iones de zinc y níquel. Debido a la variabilidad del sorbente, esto podría ser un inconveniente para la biosorción, sin embargo, será necesaria más investigación.

## Usos comunes
Aunque el término biosorción puede ser relativamente nuevo, se ha utilizado en muchas aplicaciones desde hace tiempo. Un uso muy conocido de la biosorción es en los filtros de carbón activado. Pueden filtrar el aire y el agua permitiendo que los contaminantes se adhieran a su estructura increíblemente porosa y de gran superficie. La estructura del carbón activado se genera como resultado del tratamiento del carbón vegetal con oxígeno. Otro tipo de carbono, el carbono secuestrado, se puede utilizar como medio de filtración. Está hecho mediante el secuestro de carbón, que utiliza la técnica opuesta a la de crear carbón activado. Se elabora calentando biomasa en ausencia de oxígeno. Los dos filtros permiten la biosorción de diferentes tipos de contaminantes debido a sus composiciones químicas, uno con oxígeno infundido y el otro sin él.

## En la industria

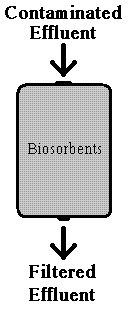
Figura 1. Una columna de sorción que utiliza biosorbentes.

Muchos efluentes industriales contienen metales tóxicos que deben eliminarse. La eliminación se puede lograr con técnicas de biosorción. Es una alternativa al uso de resinas de intercambio iónico artificiales, que cuestan diez veces más que los biosorbentes. El coste es mucho menor, porque los biosorbentes utilizados suelen ser residuos de las granjas o son muy fáciles de regenerar, como es el caso de las algas y otras biomasas no recolectadas.
La biosorción laboriosa se realiza a menudo mediante el uso de columnas de sorción como se ve en la Figura 1. El efluente que contiene iones de metales pesados se alimenta a una columna desde la parte superior. Los biosorbentes adsorben los contaminantes y dejan que el efluente libre de iones salga de la columna por la parte inferior. El proceso se puede invertir para recolectar una solución altamente concentrada de contaminantes metálicos. A continuación, los biosorbentes pueden reutilizarse o desecharse y reemplazarse.